# Journal des savants
Il Journal des sçavans (più tardi chiamato Journal des savants) fu fondato da Denis de Sallo e fu la prima rivista scientifica pubblicata in Europa. Il primo numero reca la data lunedì 5 gennaio 1665. A due mesi di distanza seguì Philosophical Transactions of the Royal Society, pubblicato per la prima volta nel marzo 1665. Dopo la Rivoluzione francese, tuttavia, il giornale divenne più letterario e perse l'orientamento scientifico che aveva inizialmente.

## Contenuto

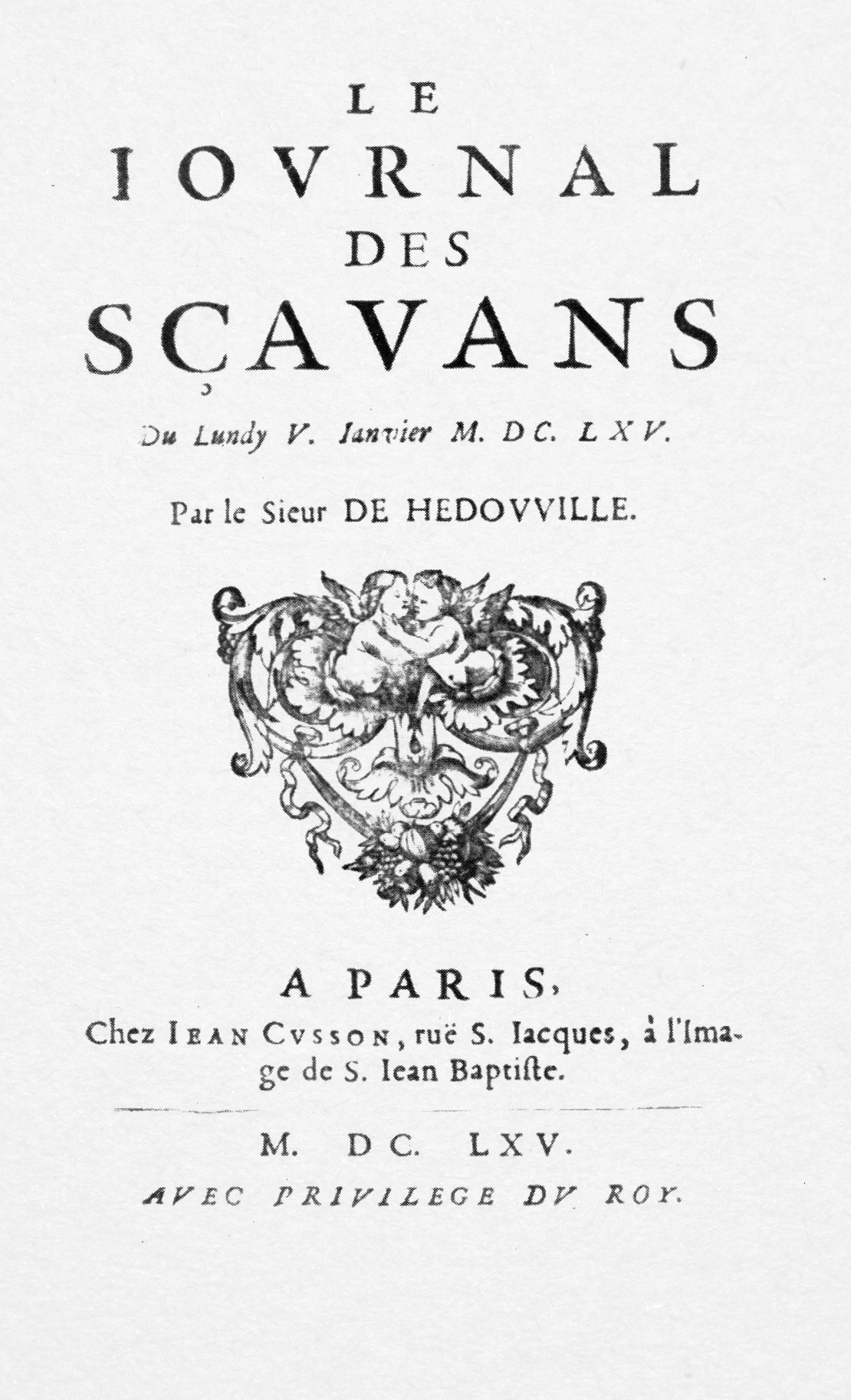
Il primo numero del
Journal des sçavans

Sul primo numero venne pubblicata una presentazione dei fini di questo giornale: spiegare i principali lavori presentati in Europa; pubblicare necrologi di personaggi famosi; mettere a conoscenza delle ultime scoperte in campo scientifico (compresa fisica e chimica), delle invenzioni nel campo della meccanica; pubblicare notizie sulle ultime osservazioni celesti e meteorologiche, sulle scoperte anatomiche; esaminare le decisioni dei tribunali; in definitiva, trattare di tutto ciò che era suscettibile di interesse per un uomo di cultura.
Tra i dieci articoli che comparirono nel primo numero si poteva leggere una relazione sulla nascita di un mostro ad Oxford, una nota sui nuovi telescopi di Giuseppe Campani e un commento sul trattato di René Descartes L'uomo. Il 9 marzo 1665 apparve un articolo in cui Madame de Sablé presentava in anteprima ai lettori un'opera appena pubblicata. È considerata la prima recensione storicamente accertata. Si trattava delle Massime di La Rochefoucauld.
Se il suo contenuto portava più a pensare ad un gazzettino letterario che ad una rivista scientifica, il journal des sçavans svolse un ruolo considerevole nella divulgazione delle conoscenze scientifiche e nella comunicazione tra gli scienziati. Con il tempo il numero di articoli riguardanti le scienze aumentò. Quindi i lettori del journal furono informati molto presto della messa a punto della prima nave a doppio guscio da parte di William Petty, dell'invenzione della bilancia aritmetica e delle esperienze condotte da Ole Rømer per determinare la velocità della luce.

## Storia
Il Journal des sçavans fu fondato da Denis de Sallo sotto il patronato di Jean-Baptiste Colbert. Pubblicato come settimanale (per quanto in modo irregolare) fino al 1723, divenne poi mensile fino al 1792, anno in cui venne soppresso.
Rinacque nel 1816 con il nome di Journal des savants.
Una nuova formula del giornale scientifico di stampo irriverente è nata nel 1999 con il nome di Journal des savants. Diretto da Jean Marcadé e Philippe Contamine, esce due volte l'anno, e come obiettivo ha quello di "spargere l'intelligenza dei suoi redattori nel popolo" e dice di essere redatto da "un gruppo allegro di conigli in peluche".